# Bergholmstorpet

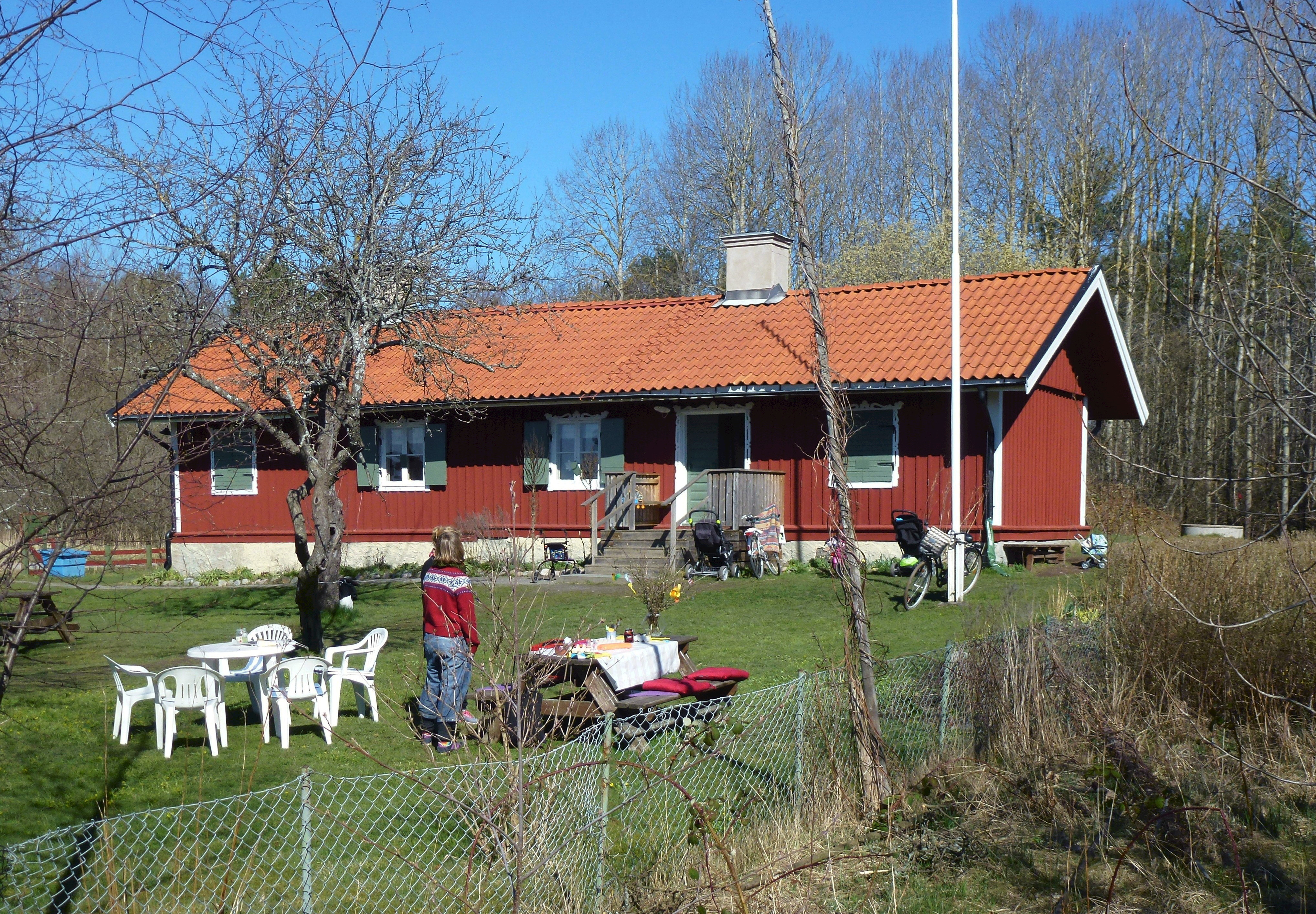
Bergholmstorpet i april 2014.

Bergholmstorpet är ett 1700-talstorp vid Skarpnäcksvägen i stadsdelen Skarpnäcks gård, södra Stockholm. Torpet lydde ursprungligen under godset Skarpnäcks gård och användes som bostad ända fram till 1938. Idag disponeras torpet av  Föreningen Bergholmstorpets vänner som bland annat driver café varje söndag. Bergholmen är även namnet på det berg som reser sig norr om torpet och som delvis bebyggdes på 1950- och 60-talen med radhus och flerbostadshus. 

## Bakgrund

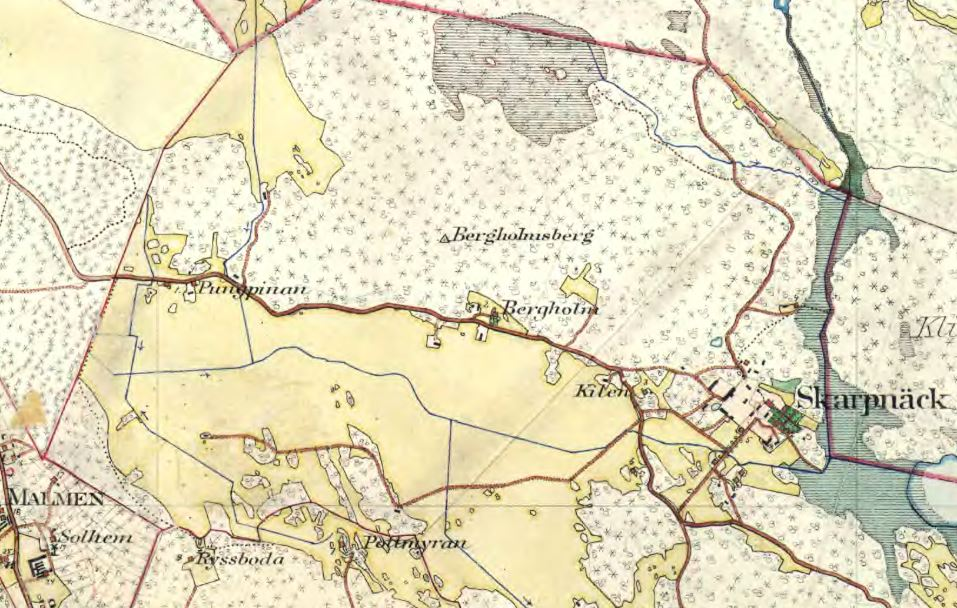
Skarpnäcks gård och torpen Ryssboda, Kilen, Bergholm, Pungpinan m.fl. 1901.

Vid mitten av 1700-talet hade Skarpnäck utvecklats  till ett sammanhängande gods med ett 20-tal underliggande  torp och gårdar, bland dem Pottmyran, Ryssboda, Kilen, Tätorp, Bergholm, Östergården och Pungpinan. Vid sjön Flaten återfanns Listuddstorpet, Ekstubben, Skrubba och Flaten. Vid Ältaån låg det ännu bevarade Brotorpet som inte hade mycket jord och fungerade därför som ett fiskartorp. Bland andra bevarade torp märks Pungpinetorpet och så Bergholmstorpet, båda belägna vid dagens Skarpnäcksvägen som en gång i tiden var en viktig färdväg mot Tyresö.

## Torpet

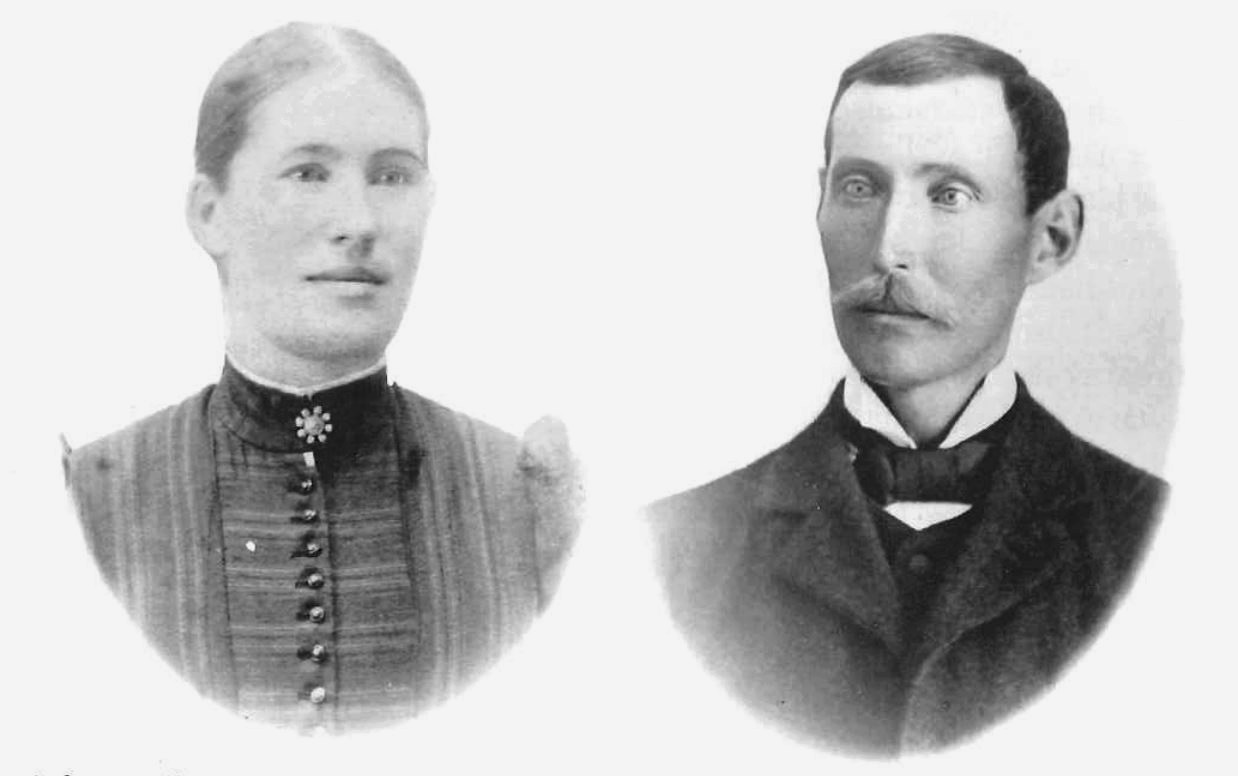
Johanna och Oscar Ström.

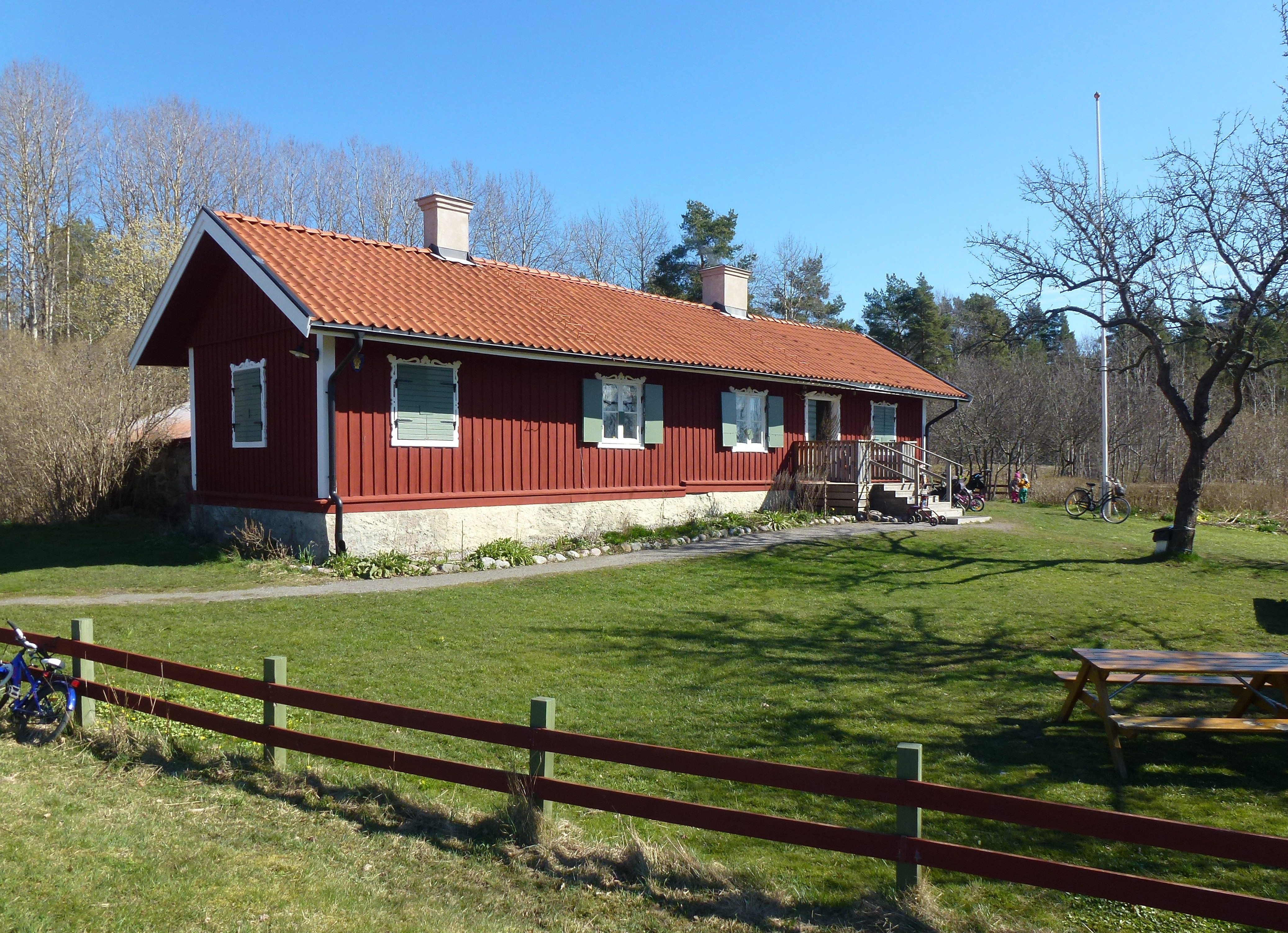
Bergholmstorpet i april 2014.

Bergholmstorpet anlades 1780 som ett dagsverkstorp och var ursprungligen en parstuga som senare omkring 1860 utvidgades mot väster. Från 1781 var det en rättarbostad och 1782 omnämns Anders Persson (senare kallad Ahlbom) med hustru Stina Ersdotter och barn som boende i torpet. Han dog sedan 1804 vid 54 års ålder och hans änka bodde då kvar till 1839 under mycket knappa omständigheter. Från 1844 bodde en lång rad familjer i Bergholmstorpet, bland dem en skomakare, torpare, mjölkare, statdrängar och pigor.
På 1920-talet kom Skarpnäcks gård med underlydande torp i Stockholms stads ägo. På hösten 1923 flyttade snickaren Oscar Ström med hustru Johanna Ström in. Paret hade sju barn. Ström rustade upp Bergholm och använde den stora källaren bakom huset som snickeriverkstad och virkesförråd. Då tillkom den inte tidstypiska snickarglädjen kring torpets fönster. Samtidigt bodde även en statarfamilj i en del av torpet. Sista boende var 1938 familjen Olsson som bedrev jordbruk och hade mjölkkor.
I slutet av 1930-talet fick Bergholmstorpet nya uppgifter. Under andra världskriget nyttjades torpet av krigsmakten som förläggning för manskap. Då var närbelägna Skarpnäcksfältet ett krigsflygfält och manskapets uppgift var att bevaka flygfältet. Därefter disponerades torpet av hemvärnet som under 1970-talet genomförde en större renovering av byggnaden. Mot norr finns två tillbyggnader, som innehåller dels en stenkällare med välvt tak, dels ett bostadsrum.
På 1950-talet revs några uthus som hörde till gården. 
Idag disponeras torpet av Föreningen Bergholmstorpets vänner som vill bevara, vårda och utveckla Bergholmstorpets kulturhistoriska miljö för framtiden. Föreningen driver ett sommarcafé i byggnaden och arrangerar författarkvällar, föredrag, loppmarknad och liknande aktiviteter.